# Aeroportul Rovaniemi
Aeroportul Rovaniemi (în finlandeză Rovaniemen lentoasema) (IATA: RVN, ICAO: EFRO) este un aeroport din Rovaniemi, Laponia, Regional State Administrative Agency for Lapland⁠(d), Finlanda ce deservește zona Rovaniemi. Aeroportul a fost tranzitat în 2023 de 735.078 de pasageri. A fost deschis în 1940 și numit după zona deservită.
Situat la o altitudine de 196 m, aeroportul dispune de 1 pistă. Este operat de Finavia⁠(d).

## Infrastructură

### Piste
Aeroportul dispune de o singură pistă. Pista 03/21 are suprafața de asfalt și dimensiunile 3.002 m × 60 m. 